# Sophia Aldenhoven

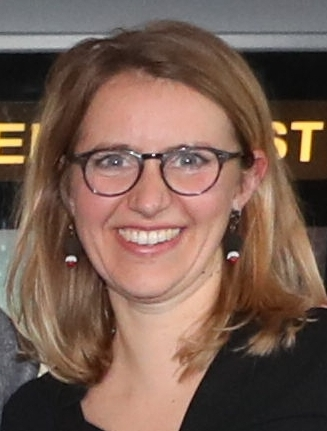
Sophia Aldenhoven (2019)

Sophia Aldenhoven (* 1980 in Tegernsee) ist eine deutsche Filmproduzentin.
Sophia Aldenhoven studierte bis 2006 Psycholinguistik an der Ludwig-Maximilians-Universität München. Bereits während ihres Studiums kam sie als freie Mitarbeiterin zu Uli Aselmanns Produktionsgesellschaft die film gmbh. 2006 wurde sie dort fest angestellt und seit 2015 ist sie Mitgesellschafterin der Gruppe. Zu ihren Arbeiten gehören überwiegend Fernsehfilme.

## Filmografie (Auswahl)
- 2009: Die Perlmutterfarbe
- 2010: Zimmer mit Tante
- 2010: Die Tochter des Mörders
- 2012: Wohin der Weg mich führt
- 2012: Polizeiruf 110: Fieber
- 2012: Das Leben ist ein Bauernhof
- 2014: Männerhort
- 2014: Schluß! Aus! Amen!
- 2015: Zweimal lebenslänglich
- 2017: Die Hochzeitsverplaner
- 2017: Jugend ohne Gott
- 2017: Polizeiruf 110: Nachtdienst
- seit 2018: Sarah Kohr (Fernsehreihe)
- 2019: Klassentreffen
- 2019: Nimm Du ihn
- 2020: Tatort: Das Team
- 2020: Tatort: Das perfekte Verbrechen
- 2021: Die Bestatterin – Die unbekannte Tote (Fernsehreihe)
- 2022: Die Glücksspieler (Fernsehserie)